# 아야나기 쇼
아야나기 쇼(일본어: 彩凪 翔 あやなぎ しょう[*], 6월 2일 - )는 일본의 배우이자 가수이다. 전 다카라즈카 가극단 유키구미 남역 스타이다.
오사카부 오사카시, 시립 야사카 중학교 출신이다. 키 170cm, 혈액형 A형, 애칭은 "쇼"이다.

## 약력
2004년, 다카라즈카 음악학교에 입학하였다.
2006년, 다카라즈카 가극단 92기생으로 입단. 입단 당시 성적은 17번. 소라구미 공연 「NEVER SAY GOODBYE」로 초무대. 그 후, 유키구미에 배속되었다.
무대에서 빛나는 외모로 일찍부터 주목을 받아, 2011년, 바우 워크샵 「작열하는 저편」에서 아야카제 사키나와 함께 바우홀 공연 첫 주연. 이어, 오토즈키 케이ㆍ마이하네 미미 톱콤비 대극장 오히로메 공연 「가면의 남자」로 신인공연 첫 주연을 맡았다.
2012년, 「돈 카를로스」에서 두번째 신인공연 주연을 맡았다.
2013년, 「춘뢰」에서 바우홀 공연 첫 단독 주연을 맡았다. 괴테와 베르테르 2가지 역을 맡아 연기했다.
그 후에도 연기에서 열쇠를 쥐고 있는 중요 역할을 많이 연기했지만, 2021년 4월 11일, 노조미 후토ㆍ마아야 키호 톱콤비 퇴단공연 「fff/실크로드」 도쿄 공연 천추락을 기해, 다카라즈카 가극단을 퇴단하였다. 퇴단 공연에서 신기하게도 자신이 바우홀 주연작에서 맡았던 괴테 역을 다시 맡게 되었다.

## 수상이력
- 2012년, 『한큐스미레회 팬지상』 - 신인상